# 張佳如
張佳如（1987年11月22日—）是一名臺灣新聞主播。出生於台灣台北市，畢業於國立政治大學。曾參與2016年高雄美濃地震、2019年、2021年、2022年和2024年花蓮地震等重大事件的現場連線報導。現任東森新聞台 《Hello！台灣》主播。與藝人大S、小S是表姐妹關係。

## 學歷
- 國立政治大學畢業。

## 經歷
- 東森新聞台《Hello！台灣》主播。(現任)
- 東森新聞台記者、主播、主持人
- 風傳媒主持人。
- 東森財經新聞台《理財達人秀-爆富基優生》主持人。

## 公益活動
- 2020東森幼幼 慢飛天使助飛計畫
- 2021東森傳愛 雲林偏鄉慢飛天使助飛計畫『孩子別怕，我們幫你一起飛』
- 2022東森傳愛 台東慢飛天使助飛計畫『疫情不能阻隔愛．慢飛天使需要你』

## 外部連結
- 張佳如的Facebook專頁
- 張佳如的Instagram帳戶
- YouTube上的張佳如頻道